# Samuel Noah Kramer
Samuel Noah Kramer (geb. 28. September 1897 in Gouvernement Kiew; gest. 26. November 1990 in Philadelphia) war ein US-amerikanischer Sumerologe.

## Leben und Wirken
Kramer ist der Sohn von Yetta Kramer und Benjamin Kramer, er wuchs in einer jüdisch geprägten Familie auf. Im Jahr 1905 wanderte seine Familie infolge der antisemitischen Pogrome unter Zar Nikolaus II. von Russland nach Philadelphia aus, wo sein Vater eine Hebräischschule gründete. Er studierte an der University of Pennsylvania und begann seine Forschungsreisen 1930.
Sein bekanntestes Werk ist Die Geschichte beginnt mit Sumer. Nach ihm ist das Samuel Noah Kramer Institute of Assyriology and Ancient Near Eastern Studies an der Bar-Ilan-Universität in Ramat Gan, Israel benannt. Er war ein Schüler von Arno Poebel. 1970 wurde er als auswärtiges Mitglied (associé étranger) in die Académie des Inscriptions et Belles-Lettres aufgenommen. 1971 wurde er in die American Academy of Arts and Sciences und als korrespondierendes Mitglied in die British Academy gewählt. Die American Philosophical Society zeichnete ihn 1987 mit ihrer Benjamin Franklin Medal aus.
Kramer war mit Milly Tokarsky, einer Mathematiklehrerin aus Chicago verheiratet.

## Werke (Auswahl)
- Sumerian Mythology: A Study of Spiritual and Literary Achievement in the Third Millennium B.C. American Philosophical Society, 1944; Revised edition: 1961.
- History Begins at Sumer: Thirty-Nine Firsts in Man's Recorded History (3 ed.). University of Pennsylvania Press, 1981, ISBN 0-8122-7812-7. First edition: 1956 (Twenty-Five Firsts). Second Edition: 1959 (Twenty-Seven Firsts).
- The Sumerians: Their History, Culture, and Character. University of Chicago Press, 1963, ISBN 0-226-45238-7, auf isac.uchicago.edu
- Cradle of Civilization: Picture-text survey that reconstructs the history, politics, religion and cultural achievements of ancient Sumer, Babylonia and Assyria. Time-Life: Great Ages of Man: A History of the World's Cultures, 1967, ISBN 9780809403325.
- In the World of Sumer: An Autobiography. Wayne State University Press, 1988, ISBN 0-8143-2121-6.
- zusammen mit Diane Wolkstein: Inanna, Queen of Heaven and Earth: Her Stories and Hymns from Sumer. Harper & Row, New York 1983, ISBN 0-06-090854-8.